# Clube Atlético Taquaritinga
Il Clube Atlético Taquaritinga, noto anche semplicemente come Taquaritinga, è una società calcistica brasiliana con sede nella città di Taquaritinga, nello stato di San Paolo.

## Storia
Il club è stato fondato il 17 marzo 1942. Il Taquaritinga venne premiato con la Taça dos Invictos nel 1957 dal giornale A Gazeta Esportiva dopo aver giocato 20 partite senza perderne una. Ha vinto il Campeonato Paulista Série A3 nel 1964, il Campeonato Paulista Série A2 nel 1982 e nel 1992, e il Campeonato Paulista Segunda Divisão nel 1997.

## Palmarès

### Competizioni statali
- Campeonato Paulista Série A2: 2

1982, 1992
- Campeonato Paulista Série A3: 1

1964
- Campeonato Paulista Segunda Divisão: 1

1997